# حسن مرادوفيتش
حسن مرادوفيتش (11 أبريل 1940 - 14 نوفمبر 2020)، هو سياسي ورجل أعمال وأستاذ بوسني. شغل منصب رئيس الوزراء الرابع والأخير لجمهورية البوسنة والهرسك في الفترة من 30 يناير 1996 إلى 3 يناير 1997. اشتهر موراتوفيتش أيضًا بعمله كاأستاذ لمدة طويلة الأمد في كلية الاقتصاد وكلية الهندسة الكهربائية في جامعة سراييفو. كان أيضًا رئيسًا لجامعة سراييفو من 2004 حتى 2006.
توفي مرادوفيتش في 14 نوفمبر 2020، في سراييفو، بسبب مرض فيروس كورونا.